# 宇田一明
宇田 一明（うだ かずあき、1940年8月19日- ）は、日本の法学者。専門は商法。札幌学院大学名誉教授。弁護士、弁護士法人愛知リーガルクリニック代表社員。愛知県名古屋市出身。

## 略歴
1964年愛知大学法経学部法学科卒業。1969年愛知大学大学院法学研究科単位取得満期退学。
1969年愛知大学法経学部助手。浜松短期大学幼児教育科非常勤講師。1970年札幌学院大学商学部専任講師、1975年同商学部助教授。1976年札幌学院大学商学部教授。1983年札幌学院大学法学部教授。1996年札幌学院大学大学院法学研究科教授。2005年札幌学院大学早期退職。同名誉教授。弁護士登録。愛知大学大学院法務研究科教授。2010年愛知大学定年退職。宇田一明法律事務所所長。2011年からは弁護士法人愛知リーガルクリニック法律事務所所長。 
2001年日本ゴルフ学会学会賞受賞。
この他、札幌学院大学の法学部長、同大学院法学研究科長や同図書館長、学校法人札幌学院大学理事を歴任。

## 研究領域
専門は会社法・独占禁止法・ゴルフ法、特に営業譲渡法・企業結合法・ゴルフにおける預託金償還などを研究。

## 主著
- 鈴木敬夫ほか共著『現代企業法入門』（中央経済社、1981年初版・1983年新訂版）
- 河本一郎編『総則・商行為（判例マニュアル 商法）』（分担執筆、三省堂、1989年）
- 『営業譲渡法の研究』（中央経済社、1993年）
- 御室竜と共著『注釈約束手形法全訳』（中央経済社、1996年）
- 河本一郎・奥島孝康編『総則・商行為（新判例マニュアル 商法）』（分担執筆、三省堂、1999年）
- 『ゴルフ預託金返還問題の法的検討』（中央経済社、2001年）
- 鈴木敬夫・千葉卓・城下裕二・山口康夫・渡辺利治・吉川日出男・落合福司・久々湊晴夫・小川賢一共著『やさしい法学』（成文堂、1992年初版・2002年第3版）